# Carl Donath
Pour les articles homonymes, voir Donath.
Carl Donath, né le 18 juillet 1819 à Marienwerder et mort en 1877, est un propriétaire terrien allemand et député du Reichstag.

## Biographie
Donath étudie au lycée de Marienwerder (de) et réussit l'examen de l'Abitur à Pâques 1838. Il est agriculteur et propriétaire terrien à Rutkowitz (de), près de Soldau dans l'arrondissement de Neidenburg (de), en Prusse-Orientale. En 1874, il est député du parlement provincial de Prusse, et de 1874 à 1877 député du Reichstag en représentant la 8e circonscription de Königsberg pour le Parti progressiste allemand.